# Noska
La Noska (en russe : Носка) est une rivière de Russie qui coule dans l'oblast de Tioumen en Sibérie occidentale. C'est un affluent de l'Irtych en rive 
gauche, donc un sous-affluent de l'Ob.yyygdsscvv

## Géographie
La Noska prend naissance dans la zone de la taïga marécageuse jouxtant la rive occidentale (rive gauche) de l'Irtych dans son cours inférieur. Son bassin est logé dans l'interfluve entre la Konda au nord et la Tavda au sud. Dès sa naissance, elle adopte une direction allant de sud-ouest vers le nord-est, direction qu'elle maintient grosso modo tout au long de son parcours.
La Noska traverse des régions fort peu peuplées et recouvertes par la taïga sibérienne. Après un parcours de 374 kilomètres, elle conflue avec l'Irtych en rive gauche, peu après avoir baigné la petite localité de Krasny Yar.
La Noska est habituellement prise par les glaces à partir de la deuxième quinzaine d'octobre, et ce jusqu'au début du mois de mai.

## Affluent
- La Laïma (Лайма) : lui donne ses eaux en rive droite à 210 kilomètres avant le confluent Irtych-Noska[1]

## Hydrométrie - Les débits à Laïtamak
La Noska est une rivière peu abondante et très irrégulière. Son débit a été observé pendant 34 ans (sur la période 1964 à 1999) à Laïtamak, petite localité située à 206 kilomètres de son confluent avec l'Irtych. 
Le débit inter annuel moyen ou module observé à Laïtamak sur cette période était de 16,5 m3/s pour une surface de drainage observée de 6 780 km2, soit plus ou moins 80 % de la totalité du bassin versant de la rivière qui en compte 8 500.
La lame d'eau écoulée dans le bassin atteint ainsi le chiffre de 77 millimètres par an, ce qui doit être considéré comme très médiocre, et ne correspond pas aux mesures effectuées dans les bassins versants voisins (la Konda au nord, la Tavda au sud et à l'ouest, et le Tourtas à l'est, ont tous trois une lame d'eau deux fois plus élevée, de l'ordre de 150 millimètres par an). Cela est dû au fait que le bassin de la Noska est exclusivement situé dans la partie occidentale de la grande plaine de Sibérie occidentale, région peu arrosée jusqu'à des latitudes assez élevées, avec absence d'alimentation d'origine ouralienne, toujours abondante. Par contre la Konda et la Tavda bénéficient d'importantes précipitations ouralienne, tandis que le bassin du Tourtas, situé à l'est de l'Irtych donc au centre de la grande plaine, dans la région des marais de Vassiougan, reçoit des précipitations plus élevées.    
Le débit moyen mensuel observé en mars (minimum d'étiage) est de 1,63 m3/s, soit moins de 3 % du débit moyen du mois de mai, maximum de l'année (58,6 m3/s), ce qui souligne l'amplitude très élevée des variations saisonnières. Les écarts de débit mensuel peuvent être encore plus marqués d'après les années : sur la durée d'observation de 34 ans, le débit mensuel minimal a été de 0,48 m3/s en mars 1969, tandis que le débit mensuel maximal s'élevait à 107 m3/s en mai 1999.
En ce qui concerne la période estivale, libre de glaces (de mai à septembre inclus), le débit minimal observé a été de 1,11 m3/s en septembre 1975 - année difficile dans toute la région - après 1,20 au mois d'août précédent, ce qui implique des étiages d'été assez sévères également.  